# Olaf Seier
Olaf Seier, genannt „Leo“, (* 25. November 1958 in Rostock) ist ein ehemaliger deutscher Fußballspieler und -trainer.

## Spielerkarriere
Der Mittelfeldspieler begann seine Fußballkarriere 1970 bei der SG Dynamo Rostock-Mitte. Zwei Jahre später wechselte er in die Jugendabteilung des BFC Dynamo. Beim Spitzenclub der Sportvereinigung Dynamo entwickelte er sich auch zum DDR-Juniorennationalspieler und bestritt 1976 neun Spiele für die U-18-Auswahl des DFV.
Bei den „Weinroten“ schaffte er in der Rückrunde der Saison 1979/1980 den Sprung in die erste Männermannschaft des Oberligisten und amtierenden DDR-Meisters. Von den 14 Rückrundenspielen absolvierte er zehn, diese zumeist als Einwechselspieler. In der Hinrunde der Folgesaison gehörte er bereits zur Startelf, kam in der Rückrunde aber nur noch zu drei Einsätzen, bevor er fast ein Jahr kein Spiel mehr in der Oberliga absolvierte. Erst zur Rückrunde 1981/1982 kam Seier in der Oberliga wieder zum Einsatz, gehörte dann in der Folgesaison aber erneut nicht mehr zum Team. Daher kam Seier bis 1983 in vier Spielzeiten nur auf 35 Oberligaeinsätze, in denen er vier Tore erzielte, sowie zu vier Europapokaleinsätzen (ein Torerfolg).
Er konnte mit Dynamo vier Meisterschaften feiern, wenn er auch beim 5. BFC-Titel in Folge, jenem von 1983, nicht mehr in der Oberliga zum Einsatz kam. Ein möglicher Grund für seine wenigen Einsätze kann gewesen sein, dass er wegen seiner West-Verwandtschaft von den Sportfunktionären als Risiko angesehen wurde. Als ihm mit lebenslanger Sperre für die beiden obersten Spielklassen gedroht wurde, wechselte er mit Hilfe des ehemaligen BFC-Trainers Harry Nippert zum 1. FC Union Berlin.
Obwohl er vom größten Rivalen der Köpenicker kam, konnte Seier sich im Laufe der Jahre zum Liebling der Union-Fans entwickeln. Bereits in seiner ersten Saison 1983/1984 für den FCU war Seier eine prägende Figur auf dem Feld. Am letzten Spieltag der Saison schoss er beide Tore zum 2:0-Auswärtssieg bei Chemie Leipzig, womit er beiden Mannschaften bei Punkt- und Torgleichheit eine Relegation um den Klassenerhalt bescherte. In beiden Spielen behielten die Leipziger knapp die Oberhand, und Union stieg in die DDR-Liga ab.

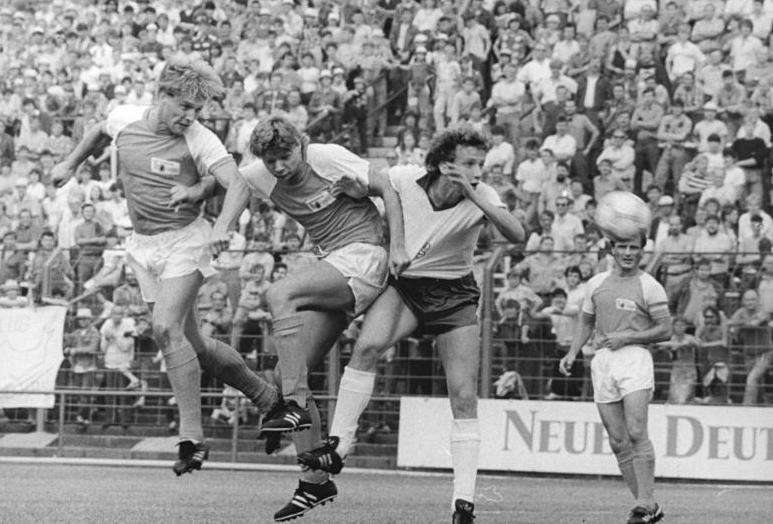
Seier (links) zusammen mit René Unglaube im Kopfballduell gegen den Riesaer Detlef Müller, 1987

Die Unioner schafften aber den sofortigen Wiederaufstieg und konnten in der Saison 1985/1986 mit Seier nicht nur einen sicheren Oberligamittelfeldplatz belegen, sondern reüssierte auch in den Pokalwettbewerben. Das Team erreichte einerseits das Finale des FDGB-Pokals, das jedoch mit 1:5 gegen den 1. FC Lokomotive Leipzig verloren ging, und spielte andererseits im Intertoto Cup gegen internationale Gegner. In den folgenden Jahren geriet der Club aber zunehmend wieder in den Abstiegskampf und konnte 1989 schließlich die nicht mehr Klasse halten. Nachdem die „Eisernen“ zunächst den Wiederaufstieg und in der Saison 1990/1991 die Qualifikation für die 2. Bundesliga verpassten, wechselte „Leo“ – wie er von den Fans aufgrund seiner Frisur genannt wurde – nach Venezuela zum FC Caracas. In den acht Jahren beim 1. FC Union bestritt Seier insgesamt 226 Pflichtspiele und konnte dabei 49 Tore erzielen.
In Venezuela konnte sich Seier jedoch zunächst keinen Stammplatz erkämpfen. So kam er an Salisu Ibrahim, dem Bruder des für Wattenscheid 09 spielenden Ali Ibrahim, nicht vorbei. Seine Mannschaft war in dieser Zeit aber sehr erfolgreich und gewann zwei Mal die Meisterschaft und ein Mal den Pokal. Er nahm mit Caracas 1993 an der Copa Libertadores und der Copa Conmebol teil. Er bekam aber auch die politisch instabile Situation im Land zu spüren und erlebte zwei Putschversuche mit offenen Feuergefechten auf den Straßen.
Drei Jahre später kehrte Seier zum Beginn der Saison 1994/1995 nach Berlin zurück und spielte für den Verbandsligisten 1. FC Lübars. Nachdem Lübars den Aufstieg in die Oberliga Nordost knapp verpasst hatte (man war punktgleich mit dem Berliner Meister Köpenicker SC), wechselte Seier zum Verbandsligakonkurrenten SV Preußen Berlin zunächst als Spielertrainer. Allerdings lief es für den SV Preußen aufgrund finanzieller Probleme nicht erfolgreich. Nachdem 1996 der Abstieg noch knapp verhindert wurde, belegte Preußen im Folgejahr den letzten Platz (Seier selbst übernahm in der Winterpause noch einmal das Traineramt). Im Jahr 1998 beendete Olaf Seier seine aktive Spielerkarriere dann endgültig und verließ den inzwischen in Weißenseer FC umbenannten Verein.

## Trainerkarriere
Seiers erste Trainerstation nach seinem Karriereende wurde der Oberligist Köpenicker SC, wo er im November 1998 engagiert wurde und auf Anhieb einen sicheren Mittelfeldplatz erreichte. In der Folgesaison konnte der Verein unter seiner Führung jedoch nicht den Klassenerhalt erreichen (aufgrund einer Spielklassenreform verblieben nur die ersten zehn Mannschaften in der Oberliga) und Seier musste kurz vor Saisonende im April 2000 seinen Platz räumen. Danach war er kurzzeitig beim Bezirksligisten Sportfreunde Johannisthal tätig, musste dort aber ebenfalls vorzeitig seinen Stuhl räumen.
Ab 2001 betreute er den Landesligisten FSV Fortuna Pankow, mit dem ihm in der ersten Saison auf Anhieb der Sprung in die Verbandsliga gelang. Doch danach ging es mit den Pankowern bergab, denn dem direkten Abstieg aus der Verbandsliga folgte ein Jahr später der Absturz aus der Landes- in die Bezirksliga. Nachdem Seier in der Saison 2004/2005 nicht die Rückkehr in die Landesliga gelungen war, verließ er Fortuna und ging zu seinem alten Verein Union zurück, um dort die zweite Herrenmannschaft in der Verbandsliga zu betreuen. Nach drei Jahren wurde sein Vertrag dort nicht mehr verlängert, so dass Seier im Juli 2008 wieder Trainer beim Köpenicker SC (ebenfalls Verbandsliga) wurde. Dort wurde er im September 2009 entlassen und schloss sich zur Rückrunde dem Ligakonkurrenten SV Empor Berlin bis Saisonende 2011 an.
Seit Januar 2012 war Seier Jugendtrainer beim SV Kickers Barnim und baute dort eine Männermannschaft auf. Darüber hinaus wurde er im Sommer 2012 auch Trainer der Männermannschaft von Rotation Prenzlauer Berg (Berliner Kreisliga B), wechselte 2017 zum BSV Heinersdorf und verließ diesen Verein nach nur einer Saison.

## Erfolge
- 4× DDR-Meister: 1980, 1981, 1982 und 1983 (ohne Einsatz)
- 2× Finalist im FDGB-Pokal: 1982 und 1986
- 2× venezolanischer Meister: 1992 und 1994
- 1× venezolanischer Pokalsieger: 1994